# Аврал
Авра́л (от руски: аврал, взето нидерландски; на нидерландски: overal – навсякъде) е морско повелително: „Всички горе [на мачтите]!“, спешна (по специална задача или по тревога) работа на кораба за целия екипаж или за по-голямата част от екипажа.
Във ветроходния флот към авралните работи са се отнасяли вдигането и свалянето на платната, пускането и свалянето на кораба от котва, спускането и вдигането на лодките на борда и др. Тези дейности са се извършвали изключително ръчно поради липсата на каквато и да било механизация по него време и са изисквали участието на всички от екипажа.
На английски най-близко по значение е "all hands", съответно "all hands, ahoy!" с което боцманът е събирал екипажа.
В българския военен и търговски флот терминът аврал е взет от руски в края на 19-ти век и е бил широко употребяван от 40-те до края на 90-те години на 20-век. Възможно е във военния ни флот да се употребява и сега, но след влизането на България в НАТО, доста термини вероятно са претърпели изменение.[проверка?]
С времето терминът аврал започва да се използва повсеместно и означава събиране на екипажа за някаква спешна работа.
Българските морски лица плаващи на търговски кораби в началото на 21-ви век вече не употребяват думата аврал. Използва се думата "тревога", ако трябва да бъде събран спешно целият екипаж при някаква опасност - за борба с пожар, при сблъскване, засядане или напускане на кораба.
В случай на опасност екипажът се събира и действа съгласно "разписание за тревогите" (наричано в миналото аврално разписание, на англ.: Muster list).

Съгласно Международната конвенция за безопасност на човешкия живот на море от 1974 г.:
3    Разписание за тревоги и инструкции за действие при аварии, отговарящи на изискванията на правило 37, трябва да бъдат поставени на видни места по целия кораб, включително на мостика, машинното отделение и помещенията за екипажа.
На съвременните кораби не се обявява тревога (аврал) при пускане (или вдигане) на котва, швартоване, товаро-разтоварни работи; тези дейности се считат за рутинни и не изискват спешно събиране на екипажа. Въпреки това, много от тези дейности са рискови и изискват специална подготовка или инструктаж.